# Žleby
Žleby är en ort i Tjeckien.   Den ligger i regionen Mellersta Böhmen, i den centrala delen av landet, 80 km öster om huvudstaden Prag. Žleby ligger 257 meter över havet och antalet invånare är 1 267.
Terrängen runt Žleby är platt åt sydväst, men åt nordost är den kuperad.Runt Žleby är det ganska tätbefolkat, med 116 invånare per kvadratkilometer. Närmaste större samhälle är Čáslav, 7,5 km väster om Žleby. Trakten runt Žleby består till största delen av jordbruksmark.